# Estorninho-rosado

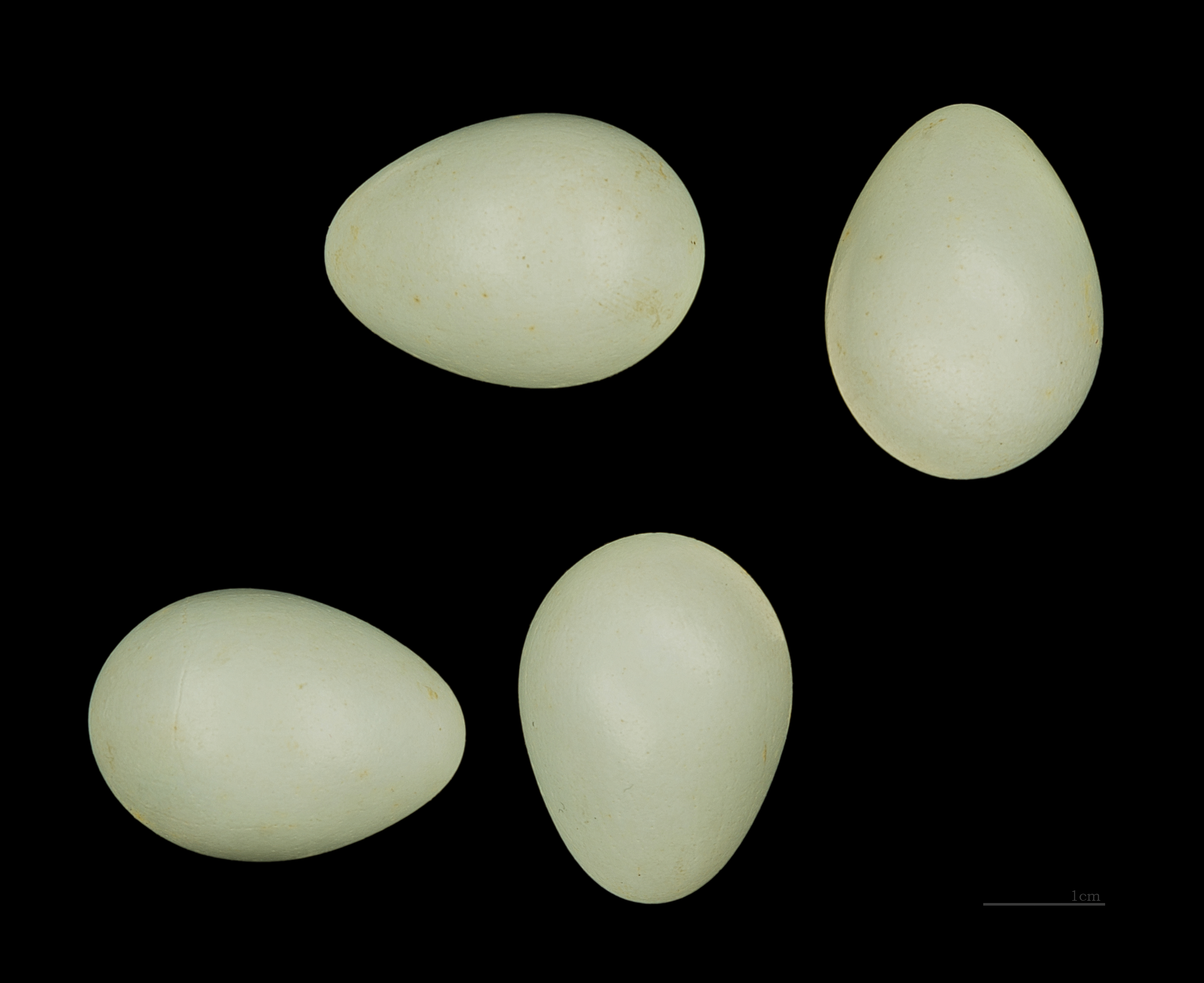
Sturnus roseus - MHNT

O estorninho-rosado (Pastor roseus) é uma ave pertencente à família Sturnidae. Os adultos são inconfundíveis: cabeça e asas pretas, contrastando com o corpo rosado. Os juvenis são cor de "café com leite".
Esta espécie distribui-se pela Ásia e pelo extremo sueste da Europa. Em Portugal é bastante raro e aparece principalmente no Outono.

## Subespécies
A espécie é monotípica (não são reconhecidas subespécies)